# サーティーン (ティーンエイジ・ファンクラブのアルバム)
『サーティーン』（Thirteen）は、イギリスのオルタナティヴ・ロック・バンド、ティーンエイジ・ファンクラブが1993年に発表した3作目のスタジオ・アルバム。

## 解説
本作に先行してリリースされたシングル「ラジオ」は全英シングルチャートで31位、「ノーマン3」は50位に達した。そして、本作は全英アルバムチャートで14位に達し、自身初のトップ20入りを果たした。
アメリカでは前作『バンドワゴネスク』（1991年）に続くBillboard 200入りは果たせなかったが、『ビルボード』のヒートシーカーズでは19位を記録している。
日本盤ボーナス・トラックのうち「ドンズ・ゴーン・コロンビア」「コーズ・オブ・フェーム」「ウィアード・ホーセズ」はシングル「ラジオ」のカップリング曲である。また、「ジニアス・エンヴィ」「ゴールデン・グレーズ」「オールダー・ガイズ」はシングル「ノーマン3」のカップリング曲。
1994年、ブレンダン・オヘアがバンドを脱退。結果的には本作がオヘア在籍時最後のスタジオ・アルバムとなった。

## 収録曲
1. ハング・オン - "Hang On" (Gerard Love) - 5:06
2. キャベツ - "The Cabbage" (Norman Blake) - 2:56
3. ラジオ - "Radio" (G. Love) - 2:55
4. ノーマン3 - "Norman 3" (N. Blake) - 4:36
5. ソング・トゥ・ザ・シニック - "Song to the Cynic" (G. Love) - 3:35
6. 120 MINS - "120 Mins" (Raymond McGinley) - 3:07
7. エッシャー - "Escher" (R. McGinley) - 3:19
8. コマーシャル・オルターナティヴ - "Commercial Alternative" (N. Blake) - 2:39
9. フィアー・オブ・フライング - "Fear of Flying" (G. Love) - 5:25
10. ティアーズ・アー・クール - "Tears Are Cool" (R. McGinley) - 3:48
11. レット・リヴ・デッド - "Ret Liv Dead" (N. Blake) - 2:09
12. ゲット・ファンキー - "Get Funky" (Brendan O'Hare) - 1:22
13. ジーン・クラーク - "Gene Clark" (G. Love) - 6:38

### 日本盤ボーナス・トラック
1. ジニアス・エンヴィ - "Genius Envy" (R. McGinley) - 2:56
2. ドンズ・ゴーン・コロンビア - "Don's Gone Columbia" (B. O'Hare) - 1:31
3. コーズ・オブ・フェーム - "Chords of Fame" (Phil Ochs) - 3:33
4. ウィアード・ホーセズ - "Weird Horses" (R. McGinley) - 4:21
5. ゴールデン・グレーズ - "Golden Glades" (B. O'Hare) - 4:28
6. オールダー・ガイズ - "Older Guys" (Gram Parsons) - 2:42

## 参加ミュージシャン
- ノーマン・ブレイク - ボーカル、ギター
- レイモンド・マッギンリー - ボーカル、ギター
- ジェラード・ラヴ - ボーカル、ベース
- ブレンダン・オヘア - ドラムス

ゲスト・ミュージシャン
- John McCusker - ヴァイオリン(on #1)
- Iain MacDonald - フルート(on #1)
- Mike Hare - スライド・ギター(on #2)
- Joseph McAlinden - ヴァイオリン(on #2, #8, #11)、アルト・サクソフォーン(on #8)